# Tivoli Storage Manager
Der Tivoli Storage Manager (TSM) ist eine Software zur Datensicherung, die von IBM entwickelt und vertrieben wird. 
Das Produkt hieß ADSTAR Distributed Storage Manager (ADSM), bevor es 1999 in Tivoli Storage Manager umbenannt wurde. 2015 wurde Tivoli Storage Manager wiederum umbenannt in IBM Spectrum Protect. Am 2. März 2023 hat IBM das Produkt „IBM Spectrum Protect“ in „IBM Storage Protect“ umbenannt.
TSM ist ein Teil der Produktfamilie Tivoli und funktioniert nach dem Client-Server-Prinzip: der TSM-Server verwaltet die gespeicherten Daten, Speichermedien, Backupdevices, die Clients sowie die User, stellt Sicherungsautomatismen zur Verfügung u. v. m. Der Client (Node) hingegen ist vor allem für die Datensicherung zuständig.
Bis Version 5.5 lag dem TSM-Server eine proprietäre Datenbank mit einer architekturbedingten maximalen Größe von 530 GB und 13 GB Logspeicher zugrunde. Sie ließ sich per Kommandozeile über TSM-Befehle, SQL-Anweisungen (nur SELECT), über ODBC oder auch von benutzerdefinierten Server-Scripts ansprechen. Ab Version 6.1 wird sie durch eine DB2-Datenbank ersetzt. Zur Administration gab es bis zur Version 3 ein eigenes Client-Programm, dieses wurde durch einen mit dem TSM-Server gleichzeitig installierten Webserver ersetzt, wodurch sich der gesamte Server auch über Webbrowser administrieren ließ. Aktuell wird zur Administration neben der Commandline auch die Integrated Solutions Console (ISC) benutzt, welche eine GUI zur Administration bereitstellt.
Die Organisation der Daten besteht aus verschiedenen Container-artig aufgebauten Gebilden: Einer Domain folgt die Policy, dieser wiederum liegen Managementklassen zugrunde und in diesen wiederum befinden sich die einzelnen Backup- und Archiv-Gruppen. Es lassen sich somit auf den verschiedensten Ebenen Attribute wie Aufbewahrungszeiten, Versionierungen und Sicherungstechniken zuordnen. Dieses schachtelartige Gebilde erlaubt eine hohe Flexibilität.
Der TSM unterstützt sowohl Backups auf magnetische und optische Medien wie auch auf Festplatte. Dabei gibt es vor allem zwei Varianten: Backup und Archive. Beim Backup werden die Daten inkrementell gesichert und man kann somit seinen Datenbestand versionieren. Die Versionierungsregeln sind bis hin zu der Ebene von einzelnen Dateien möglich. Fullbackups sind nicht notwendig aber natürlich auch möglich, werden aber vor allem durch die Möglichkeit des Archivierens sichergestellt. Beim Archiv handelt es sich meistens um eine zusätzliche vollständige Datensicherung ohne Versionen.
Bei der Standardsoftware TSM ist außerdem HSM (Hierarchical Storage Management) inbegriffen, eine Software, die es erlaubt, Daten nach bestimmten Kriterien auf Band auszulagern, und somit eine erweiterte Form der Datenaufbewahrung darstellt.
Zusätzlich gibt es verschiedene Module, TSM for Mail/Databases/etc. (früher genannt TDP – Tivoli Data Protection), welche z. B. das Sichern und Wiederherstellen von Oracle-Datenbanken, SAP-R/3-Systemen, Exchange-Datenbanken, Microsoft SQL Server und weiteren Anwendungsdaten erlauben.